# آندریا پاستوره
آندریا پاستوره (انگلیسی: Andrea Pastore؛ زادهٔ ۱۴ ژوئن ۱۹۹۴) بازیکن فوتبال است.
از باشگاه‌هایی که در آن بازی کرده‌است می‌توان به باشگاه فوتبال آلساندریا و باشگاه فوتبال روبور سیه‌نا اشاره کرد.